# 94. ročník udílení Oscarů
94. ročník udílení Oscarů se uskutečnil dne 27. března 2022 v Dolby Theatre v Los Angeles. Ceremoniál moderovaly herečky Regina Hall, Amy Schumer a Wanda Sykes (poprvé od roku 2011 měli Oscaři více než jednoho moderátora). Nominace vyhlásili herci Tracee Ellis Ross a Leslie Jordan dne 8. února 2022.

## Vítězové a nominovaní
| Nejlepší film | Nejlepší režie |
| --- | --- |
| V rytmu srdce – Philippe Rousselet, Fabrice Gianfermi a Patrick Wachsberger - Belfast – Laura Berwick, Kenneth Branagh, Becca Kovacik a Tamar Thomas - K zemi hleď! – Adam McKay a Kevin Messick - Drive My Car – Teruhisa Jamamoto - Duna – Mary Parent, Denis Villeneuve a Cale Boyter - Král Richard: Zrození šampiónek – Tim White, Trevor White a Will Smith - Lékořicová Pizza – Sara Murphy, Adam Somner a Paul Thomas Anderson - Ulička přízraků – Guillermo del Toro, J. Miles Dale a Bradley Cooper - Síla psa – Jane Campion, Tanya Seghatchian, Emile Sherman, Iain Canning a Roger Frappier - West Side Story – Steven Spielberg a Kristie Macosko Krieger | Jane Campion – Síla psa - Kenneth Branagh – Belfast - Rjúsuke Hamaguči – Drive My Car - Paul Thomas Anderson – Lékořicová Pizza - Steven Spielberg – West Side Story |
| Nejlepší herec | Nejlepší herečka |
| Will Smith – Král Richard: Zrození šampiónek jako Richard Williams - Javier Bardem – Ricardovi jako Desi Arnaz - Benedict Cumberbatch – Síla psa jako Phil Burbank - Andrew Garfield – Tick, tick… BOOM! jako Jonathan Larson - Denzel Washington – The Tragedy of Macbeth jako Lord Macbeth | Jessica Chastain – Očima Tammy Faye jako Tammy Faye Bakker - Olivia Colman – Temná dcera jako Leda Caruso - Penélope Cruz – Paralelní matky jako Janis Martínez Moreno - Nicole Kidman – Ricardovi jako Lucie Ball - Kristen Stewart – Spencer jako princezna Diana |
| Nejlepší herec ve vedlejší roli | Nejlepší herečka ve vedlejší roli |
| Troy Kotsur – V rytmu srdce jako Frank Rossi - Ciarán Hinds – Belfast jako „Pop“ - Jesse Plemons – Síla psa jako George Burbank - J. K. Simmons – Ricardovi jako William Frawley - Kodi Smit-McPhee – Síla psa jako Peter Gordon | Ariana DeBose – West Side Story jako Anita - Jessie Buckley – Temná dcera jako Leda Caruso - Judi Dench – Belfast jako „Granny“ - Kirsten Dunst – Síla psa jako Rose Gordon - Aunjanue Ellis – Král Richard: Zrození šampiónek jako Oracene „Brandy“ Price |
| Nejlepší původní scénář | Nejlepší adaptovaný scénář |
| Belfast – Kenneth Branagh - K zemi hleď! – Adam McKay a David Sirota - Král Richard: Zrození šampiónek – Zach Baylin - Lékořicová Pizza – Paul Thomas Anderson - Nejhorší člověk na světě – Eskil Vogt a Joachim Trier | V rytmu srdce – scénář Sian Heder; podle filmu Rodinka Belierových od Victorie Bedos, Thomase Bidegaina, Stanislase Carré de Malberga a Érica Lartigaua - Drive My Car – scénář Rjúsuke Hamaguči a Takamasa Óe; podle povídky Haruki Murakamiho - Duna – scénář Jon Spaihts, Denis Villeneuve a Eric Roth; podle stejnojmenné knihy od Franka Herberta - Temná dcera – scénář Maggie Gyllenhaal; podle knihy od Eleny Ferrante - Síla psa – scénář Jane Campion; podle knihy od Thomase Savage |
| Nejlepší animovaný film | Nejlepší cizojazyčný film |
| Encanto – Jared Bush, Byron Howard, Yvett Merino a Clark Spencer - Utéct – Jonas Poher Rasmussen, Monica Hellström, Signe Byrge Sørensen a Charlotte De La Gournerie - Luca – Enrico Casarosa a Andrea Warren - Rodina na baterky – Mike Rianda, Phil Lord, Christopher Miller a Kurt Albrecht - Raya a drak – Don Hall, Carlos López Estrada, Osnat Shurer a Peter Del Vecho | Drive My Car (Japonsko) – režie Rjúsuke Hamaguči - Utéct (Dánsko) – režie Jonas Poher Rasmussen - Boží ruka (Itálie) – režie Paolo Sorrentino - Lunana: A Yak in the Classroom (Bhútán) – režie Pawo Choyning Dorji - Nejhorší člověk na světě (Norsko) – režie Joachim Trier |
| Nejlepší dokument – film | Nejlepší dokument – krátkometrážní film |
| Summer of Soul (... aneb Když se revoluce nesměla vysílat) – Ahmir Questlove Thompson, Joseph Patel, Robert Fyvolent a David Dinerstein - Ascension – Jessica Kingdon, Kira Simon-Kennedy a Nathan Truesdell - Attica – Stanley Nelson a Traci A. Curry - Utéct – Jonas Poher Rasmussen, Monica Hellström, Signe Byrge Sørensen a Charlotte De La Gournerie - Zapáleny do psaní – Rintu Thomas a Sushmit Ghosh | The Queen of Basketball – Ben Proudfoot - Slyšitelně – Matthew Ogens a Geoff McLean - Bez domova – Pedro Kos a Jon Shenk - Tři písně pro Benazir – Elizabeth Mirzaei a Gulistan Mirzaei - Když jsme šikanovali – Jay Rosenblatt |
| Nejlepší krátkometrážní film | Nejlepší animovaný krátkometrážní film |
| The Long Goodbye – Aneil Karia a Riz Ahmed - Ala Kachuu – Take and Run – Maria Brendle a Nadine Lüchinger - Sukienka – Tadeusz Łysiak a Maciej Ślesicki - On My Mind – Martin Strange-Hansen a Kim Magnusson - Please Hold – K.D. Dávila a Levin Menekse | The Windshield Wiper – Alberto Mielgo a Leo Sanchez - Jde o umění – Joanna Quinn a Les Mills - Bestia – Hugo Covarrubias a Tevo Díaz - Boxballet – Anton Dyakov - Robin není myš – Dan Ojari a Mikey Please |
| Nejlepší skladatel | Nejlepší filmová píseň |
| Duna – Hans Zimmer - K zemi hleď! – Nicholas Britell - Encanto – Germaine Franco - Paralelní matky – Alberto Iglesias - Síla psa – Jonny Greenwood | „No Time to Die“ z filmu Není čas zemřít – Billie Eilish a Finneas O'Connell - „Be Alive“ z filmu Král Richard: Zrození šampiónek – DIXSON a Beyoncé Knowles-Carter - „Dos Oruguitas“ z filmu Encanto – Lin-Manuel Miranda - „Down to Joy“ z filmu Belfast – Van Morrison - „Somehow You Do“ z filmu Four Good Days – Diane Warren |
| Nejlepší zvuk | Nejlepší výprava |
| Duna – Mac Ruth, Mark Mangini, Theo Green, Doug Hemphill a Ron Bartlett - Belfast – Denise Yarde, Simon Chase, James Mather a Niv Adiri - Není čas zemřít – Simon Hayes, Oliver Tarney, James Harrison, Paul Massey a Mark Taylor - Síla psa – Richard Flynn, Robert Mackenzie a Tara Webb - West Side Story – Tod A. Maitland, Gary Rydstrom, Brian Chumney, Andy Nelson a Shawn Murphy | Duna – Patrice Vermette a Zsuzsanna Sipos - Ulička přízraků – Tamara Deverell a Shane Vieau - Síla psa – Grant Major a Amber Richards - The Tragedy of Macbeth – Stefan Dechant a Nancy Haigh - West Side Story – Adam Stockhausen a Rena DeAngelo |
| Nejlepší kamera | Nejlepší masky |
| Duna – Greig Fraser - Ulička přízraků – Dan Laustsen - Síla psa – Ari Wegner - The Tragedy of Macbeth – Bruno Delbonnel - West Side Story – Janusz Kaminski | Očima Tammy Faye – Linda Dowds, Stephanie Ingrama Justin Raleigh - Cesta do Ameriky 2 – Mike Marino, Stacey Morrisa Carla Farmer - Cruella – Nadia Stacey, Naomi Donnea Julia Vernon - Duna – Donald Mowat, Love Larsona Eva von Bahr - Klan Gucci – Göran Lundström, Anna Carin Locka Frederic Aspiras |
| Nejlepší kostýmy | Nejlepší střih |
| Cruella – Jenny Beavan - Cyrano – Massimo Cantini Parrini a Jacqueline Durran - Duna – Jacqueline West a Robert Morgan - Ulička přízraků – Luis Sequeira - West Side Story – Paul Tazewell | Duna – Joe Walker - K zemi hleď! – Hank Corwin - Král Richard: Zrození šampiónek – Pamela Martin - Síla psa – Peter Sciberras - Tick, tick… BOOM! – Myron Kerstein a Andrew Weisblum |
| Nejlepší vizuální efekty | |
| Duna – Paul Lambert, Tristan Myles, Brian Connor a Gerd Nefzer - Free Guy – Swen Gillberg, Bryan Grill, Nikos Kalaitzidis a Dan Sudick - Není čas zemřít – Charlie Noble, Joel Green, Jonathan Fawkner a Chris Corbould - Shang-Chi a legenda o deseti prstenech – Christopher Townsend, Joe Farrell, Sean Noel Walker a Dan Oliver - Spider-Man: Bez domova – Kelly Port, Chris Waegner, Scott Edelstein a Dan Sudick | |